# 밀성군
밀성군 이침(密城君 李琛, 1430년 ~ 1479년 2월 1일(음력 1월 1일))은 조선 전기의 왕자이며 조선 세종의 12남이자 서5남으로 생모는 신빈 김씨이다. 자는 문지(文之), 시호는 장효(章孝), 효희(孝僖)이다. 조선 후기의 문신 이경여, 이건명, 이이명, 독립운동가 이창호(李昌鎬), 이건호(李建鎬), 이중각(李重珏) 등이 있다.
첫 시호는 장효였다가 뒤에 효희로 시호가 개시되었다.

## 생애
세종대왕의 서5남으로 태어났으며 어머니는 청주김씨 김원(金元)과 삭녕고씨의 딸 신빈 김씨이다. 계양군 증 등의 친동생이 된다.
1442년 밀성군에 봉해졌으며 1444년 민승서(閔承序)의 딸과 혼인하였다. 슬하에 운산군(雲山君), 춘성군(春城君), 수안군(遂安君), 석양군(石陽君) 등 4남 2녀를 두었다. 1452년 밀성군이 병이 들자 이복형인 문종이 안평대군에게 명하여 승려들을 모아 흥천사에서 기도하게 하자 밀성군의 병이 나았다. 문종은 크게 기뻐하며 밀성군의 처형 두 사람에게 관작을 내리게 하였으며, 내의 전순의(全循義)에게도 안장을 얹은 말을 하사하였다. 1467년(세조 13)에 오위도총부 도총관을 지냈다.
1468년(조선 예종 즉위년) 11월에 예종으로부터 숙부의 예우를 받게 되었다. 1469년 남이의 옥사 때 익대공신(翊戴功臣)에 책록되었으며 세종대왕의 영릉을 경기도 광주군에서 여주군으로 이장하는데 참여하였다. 그해 도제조와 오위도총부도총관에 임명되었다.
밀성군은 이복동생 중 수춘군(壽春君)을 불쌍히 여겨 남몰래 제사를 지냈다 한다. 그리고 그 뒤에는 밀성군의 셋째아들인 수안군 상이 수춘군의 제사를 봉사하다가 그 후 1691년(숙종 17) 사육신 등이 신원되면서 수춘군도 신원, 복권되면서 수춘군의 봉사손을 정하는데 밀성군 집안에서 제사지낸 사연을 누군가 숙종에게 아뢰어 숙종은 밀성군 후손으로 입계함이 좋을 것 같다 하고 왕명을 내려 수안군을 수춘군의 후계로 삼게 했다 한다. 1469년 성종 즉위 후 1470년(성종 1) 순성경제명량좌리공신에 책록되었다. 그의 장남 운산군은 연산군을 폐위시키고 중종을 옹립한 중종반정에 참여하여 정국공신 2등에 책록되었다.

### 사후
시신은 경기도 광주군 서부면 초이리 3-4번지(현, 하남시 초이동 319-10번지) 기자산(其自山)에 안장되었다. 하남시 향토유적 제2호로 지정되었다. 바로 시호가 내려져 첫 시호는 장효(章孝)였는데, 뒤에 효희(孝僖)로 개정되었다. 뒤에 그의 묘소 뒷편 언덕에 장남 운산군 계의 묘소가 조성되었다.

## 평가
형제간에 우애가 있어 문종, 세조 등의 총애를 받았으며 익대공신 2등, 좌리공신 2등에 책록되었다. 조선왕조실록에서 사신은 밀성군의 인품에 관해 다음과 같이 기록했다.
사신(史臣)이 논평하기를, “이침(李琛)은 현명하고 분명하여 일을 처리하는 재간이 있어, 세조(世祖)가 재능과 덕량이 있다고 여겼다. 모든 큰 일이 있으면 반드시 명하여 종실(宗室) 속에 임하게 하여 가장 위임(委任)을 받았으며, 치산(治産)하는 데 부지런하여 가산(家産)이 아주 부유하였다.” 하였다.

## 가족관계
- 부왕 : 세종(世宗, 1397 ~ 1450)
- 생모 : 신빈 김씨(慎嬪 金氏, 1406 ~ 1464)
  - 형 : 계양군 이증(桂陽君 李璔, 1427 ~ 1464)
  - 형 : 의창군 이공(義昌君 李玒, 1428 ~ 1460)
  - 남동생 : 익현군 이연(翼峴君 李璭, 1431 ~ 1463)
  - 남동생 : 영해군 이장(寧海君 李璋, 1435 ~ 1477)
  - 남동생 : 담양군 이거(潭陽君 李璖, 1439 ~ 1450)
  - 부인 : 풍덕군부인 여흥 민씨(豊德郡夫人 驪興 閔氏) - 판윤(判尹) 증 찬성(贈 贊成) 민승서(閔承序)의 딸
    - 장남 : 운산군 이계(雲山君 李誡, 1453 ~ 1510)
    - 며느리 : 신천군부인 현풍 곽씨(信川郡夫人 玄風 郭氏 , ? ~ ?년 5월 22일) - 주부(主簿) 곽득륜(郭得倫)의 딸
      - 손녀 : 전주 이씨(? ~ 1509) - 파평 윤씨 파천군(坡川君) 윤탕로(尹湯老)의 처

    - 며느리 : 오천군부인 연일 정씨(烏川郡夫人 延日 鄭氏 , 1459 ~ 1511년 6월 29일) - 군수(郡守) 정자숙(鄭自淑)의 딸
      - 손자 : 철성군 이갱(鐵城君 李鏗)
      - 손자 : 고성부정(固城副正) 이강(李鋼)
      - 손자 : 광성정(匡城正) 이전(李銓, 1493 ~ ?)
      - 손녀 : 감찰(監察) 조신충(趙信忠)의 처
      - 손녀 : 은진 송씨 승사랑(承仕郞) 증 승지(贈 承旨) 송세영(宋世英)의 처

    - 차남 : 춘성군 이당(春城君 李譡) → 태조 8남 의안대군의 봉사손(奉祀孫)으로 출계
    - 3남 : 수안군 이당(遂安君 李𧭢) → 이복 남동생 수춘군의 양자로 출계
    - 4남 : 석양군 이격(石陽君 李䛿) - 요절
    - 장녀 : 동지(同知) 진주 하씨 하한문(河漢文)의 처
    - 차녀 : 판서(判書) 순흥 안씨 안우하(安友夏, ? ~ 1544)의 처
      - 외손자 : 안찬(安燦) - 호군(護軍)
      - 외손자 : 안엽(安燁)
      - 외손자 : 안요(安燿, 1481 ~ 1546) - 충의위(忠義衛)
      - 외손자 : 안첨(安燂)
      - 외손자 : 안훈(安燻, 1487 ~ 1535)
      - 외손자 : 안습(安熠)
      - 외손자 : 안수(安燧)
      - 외손녀 : 군수(郡守) 평해 손씨 손부(孫溥)의 처
      - 외손녀 : 종남도정(終南都正) 이억수(李億壽)의 처

## 참고 문헌
- 세종실록
- 정복규의 성씨칼럼 < 성씨 전문기자 >　의 글에서 일부 발췌
- 세조실록